# Soosalu (Märjamaa)
Pour les articles homonymes, voir Soosalu.
Soosalu est un village de la commune de Märjamaa du comté de Rapla en Estonie.